# کیاونا
کیاوِنّا (به ایتالیایی: Chiavenna) یک شهرستان (کومونه) در ایتالیا است که در استان سوندریو در ناحیه لمباردی واقع شده‌است.

## ویژگی‌ها
کیاونا ۱۱٫۱ کیلومترمربع مساحت و ۷٬۲۶۳ نفر جمعیت دارد و ۳۳۳ متر بالاتر از سطح دریا واقع شده‌است.